# Rezoluția 489 a Consiliului de Securitate al ONU
Rezoluția 489 a Consiliului de Securitate al Organizației Națiunilor Unite, adoptată în unanimitate la 8 iulie 1981, după examinarea cererii de aderare a Republicii Vanuatu și cercetarea raportului întocmit de Comitetul pentru admiterea de noi membri, a recomandat Adunării Generale admiterea arhipelagului Vanuatu ca stat membru al Organizației Națiunilor Unite.

## Efect
Adunarea Generală a admis Republica Vanuatu ca stat membru al Organizației Națiunilor Unite la 15 septembrie 1981.